# 韋爾貝林湖 (巴爾尼姆縣)

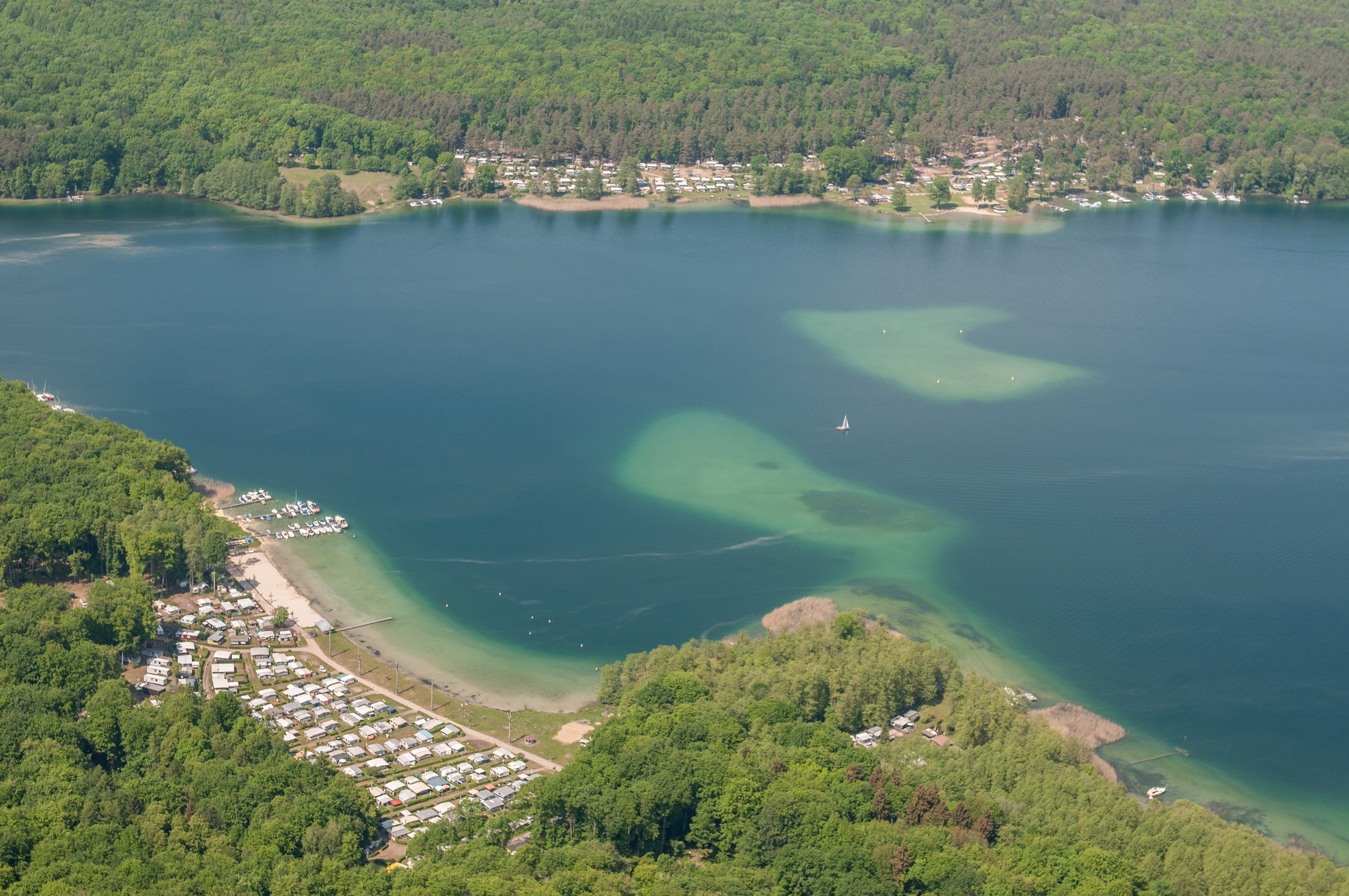

52°56′0″N 13°43′0″E / 52.93333°N 13.71667°E
韋爾貝林湖（德語：Werbellinsee），是德國的湖泊，位於該國西南部，由勃蘭登堡州負責管轄，處於巴爾尼姆縣，面積7.7平方公里，海拔高度43米，最大水深55米。